# Johann Schwarzhuber
Johann Schwarzhuber (Tutzing, 29 agosto 1904 – Hameln, 3 maggio 1947) è stato un militare tedesco, SS-Obersturmführer (1944) e Schutzhaftlagerführer (responsabile del corpo di custodia) del campo di concentramento maschile di Auschwitz-Birkenau.

## Biografia
Johann Schwarzhuber, sposato e padre di almeno due figli nel 1936,  si iscrisse l'8 aprile 1933 all NSDAP (Mitgliedsnr. 1.929.969) e poi alle SS (tessera n° 142.388) il 5 maggio 1933. È stato membro delle guardie di Dachau e ha completato un corso di due anni sotto Theodor Eicke. Dal 1935 è stato Blockführer e in seguito Rapportführer a Dachau. Il 1º settembre 1939 era nel campo di concentramento di Sachsenhausen ha lavorato due mesi più tardi come capo del commando del crematorio.
Il 1º settembre 1941 è stato trasferito al campo di concentramento di Auschwitz, dove ancora una volta è stato messo a capo di commando esterni. Dal 22 novembre 1943 al novembre 1944 è stato responsabile del corpo di custodia protettiva del campo maschile di Auschwitz-Birkenau. Tra i sopravvissuti Schwarzhuber viene descritto in maniera ambivalente: migliaia di prigionieri hanno trovato la morte sotto la sua responsabilità e d'altra parte avrebbe salvato un gruppo di circa 70 bambini delle camere a gas, nascondendolo nel campo maschile. Era un amante della musica, frequentava la banda di campo e spesso cantava le sue canzoni preferite.
L'11 novembre 1944 Schwarzhuber viene nuovamente trasferito a Dachau. Dal 12 gennaio 1945 è stato Schutzhaftlagerführer nel campo di concentramento di Ravensbrück fino allo scioglimento del campo nel mese di aprile 1945. Sua fu la responsabilità delle gassazioni che furono perpetrate nel febbraio del 1945 a Ravensbruck, così come di molte esecuzioni. Nel processo dopo la guerra, Schwarzhuber fece la seguente dichiarazione sulle gassazioni compiute a Ravensbruck:
"Tra le 2300 e 2400 persone furono gassate a Ravensbrück. La camera a gas era una stanza di circa 9 x 4,5 metri e poteva contenere circa 150 persone. La camera era a circa 5 metri di distanza dal crematorio. I prigionieri sono stati alloggiati in un piccolo capannone, a 3 metri dalla camera a gas, e sono stati tolti da una piccola stanza nella camera a gas."
Insieme a Fritz Suhren, comandante del campo di concentramento di Ravensbrück, Schwarzhuber avrebbe dovuto finalmente costruire un centro di accoglienza per i prigionieri evacuati alla fine del mese di aprile 1945, ma questo non avvenne per il precipitare del corso della guerra. Prima della fine del conflitto, Schwarzhuber fu arrestato dall'esercito britannico e condannato a morte il 3 febbraio 1947. Nonostante una richiesta di clemenza venne impiccato il 3 maggio.